# Christopher West
Christopher West (nascido em 1969)  é um autor e orador católico, mais conhecido por seu trabalho na série de discursos do Papa João Paulo II intitulado Teologia do Corpo.

## Sobre
Christopher West tem dado palestras desde 1997, principalmente sobre temas como antropologia cristã, o Credo, moralidade, sacramentos, casamento, sexualidade e vida familiar. Ele também falou na rádio nacional e na televisão. Ele é cofundador do Theology of the Body Institute, que oferece cursos de pós-graduação e outros programas de treinamento sobre a Teologia do Corpo. As palestras de West se opõem às práticas sexuais gays e ao uso de contracepção porque, conforme os ensinamentos da Igreja, West diz que sexo sem abertura a vida é pecaminoso.
Ele e sua esposa, Wendy, residem no condado de Lancaster, Pensilvânia (EUA), e têm cinco filhos.

## Educação
West se formou na Lancaster Catholic High School em 1988. Ele recebeu um Bacharelado em Antropologia em 1992 pela Universidade de Maryland. Em 1996 foi certificado como Instrutor de Preparação para o Matrimônio pela Arquidiocese de Washington, e tornou-se Catequista Certificado pela Escola Catequética da Arquidiocese de Denver. Ele também recebeu um doutorado honorário da Universidade DeSales. Em dezembro de 2019, West recebeu o título de Doutor em Teologia pela Pontifex University, com sede em Atlanta, GA.

## Livros
- (2018) Eclipse of the Body: How we Lost the Meaning of Sex, Gender, Marriage, & Family (And How to Reclaim It)
- (2018) Word Made Flesh: A Companion to the Sunday Readings (Cycle C) eBook/paperback 2018 ISBN 978-1-59471-859-5
- (2015) Pope Francis To Go: Bite-Sized Morsels from The Joy of the Gospel eBook/paperback 2014 ISBN 978-0-9863543-0-4
- (2013) Fill These Hearts: God, Sex and the Universal Longing 2013 ISBN 9780307987136
- (2012) At the Heart of the Gospel: Reclaiming the Body for the New Evangelization 2012 ISBN 978-0-307-98711-2
- (2008) Heaven's Song 2008 ISBN 1-934217-46-8
- (2007) The Love that Satisfies 2007 ISBN 1-934217-13-1
- (2004) Theology of the Body for Beginners, 2004 ISBN 1-932645-34-9
- (2004) Good News About Sex and Marriage 2004 ISBN 0-86716-619-3
- (2003) Theology of the Body Explained: A Commentary on John Paul II's "Gospel of the Body" 2003 ISBN 0-8198-7410-8
- (2007) Theology of the Body Explained: A Commentary on John Paul II's Man and Woman He Created Them 2007 ISBN 0-8198-7425-6